# Iko Iko
"Iko Iko" (/ˈaɪkoʊ ˈaɪkoʊ/) је много обрађена песма из Њу Орлеанса која говори о парадном судару два племена Индијанаца Марди Граса и традиционалној конфронтацији. Песму, под оригиналним називом "Jock-A-Mo", написали су и објавили 1953. као сингл, али није успела да доспе на топ листе.
Песма је први пут постала популарна 1965. године од стране девојачке групе The Dixie Cups, која је постигла међународни хит са "Iko Iko". Године 1967, као део нагодбе између Крофорда и Дикси Купса, трио је добио део заслуга за писање песама. Године 1972. Др. Џон је имао мањи хит са својом верзијом "Iko Iko". Одсвирана је 185 пута као део концерта групе Grateful Dead између маја 1977. и јула 1995. Аустралијски забављач Ролф Харис је обрадио песму 1965. У Великој Британији, верзија коју је снимила шкотска певачица Наташа Ингланд 1982. доспела је до 10 најбољих. Још два пута је био међународни хит, први пут у извођу групе The Belle Stars у јуну 1989. и поново са Captain Jack 2001. Адаптација уметника из Папуе Нове Гвинеје Џастина Велингтона под насловом "Iko Iko (My Bestie)" постао је међународни хит 2021. након успешног ТикТок изазова.

## Sugar Boy и његова верзија

### Позадина
Песму је првобитно снимио и објавио као сингл у новембру 1953. Џејмс Крофорд. У синглу је свирао Дејв Ласти на тенор саксофону. Крофордова верзија песме није доспела на топ листе. Прича говори о "дечаку шпијуну" (тј. који је тражио једну групу Индијанаца) који је наишао на "дечака са заставе" или носиоца заставе за друго "племе". Прети да ће „запалити заставу“. Крофорд је за песму поставио фразе које су певали Индијанци Марди Граса. Сам Крофорд наводи да нема појма шта те речи значе и да је првобитно отпевао фразу „Chock-a-mo“, али је наслов погрешно чуо Леонард Чес, који га је погрешно написао као „Jock-a-mo" за издавање плоче. 

### „Sugar Boy“ Крофордова прича
Џејмс Крафорд, дао је интервју 2002. говорећи о значењу песме:
Новинар: Како сте конструисали 'Jock-A-Mo?'
Крофорд: Дошло је од два музике два индијанска племена на која сам ставио музику. „Iko Iko“ је било као победничка песма коју би Индијанци узвикивали. "Jock-A-Mo" је била песма која се звала када су Индијанци кренули у битку. Само сам их спојио и направио песму од њих. То је била фраза коју су сви у Њу Орлеансу користили. Лојд Прајс је само додао музику и постао је хит. Само сам покушавао да напишем привлачну песму...
Новинар: Слушаоци се питају шта значи 'Jock-A-Mo'. Неки музички научници кажу да се на индијском жаргону Марди Граса преводи као „Пољуби ме у задњицу“, а ја сам прочитао где неки мисле да је „Jock-A-Mo“ била дворска луда. Шта то значи?
Крофорд: Заиста не знам. (смех)

## Верзија The Dixie Cups-а

### Позадина
Верзија The Dixie Cups-а настала је као резултат непланираног застоја у студију за снимање у Њујорку где су започели импровизовану верзију "Iko Iko", пратећи себе палицама за бубњеве на алуминијумској столици, студијској пепељари и боци кока-коле.  Након што су њихови продуценти почистили песму и додали резервне вокале, бас и бубњеве у песму, сингл је потом објављен у марту 1965.  Iko Iko су постао међународни хит у мају 1965., где је достигла врхунац на 20. месту и провела 10 недеља на Топ 100.  Песма је такође доспела на 23. место у Енглеској.  У Канади је достигао број 26. место.  Био је то трећи сингл преузет са њиховог дебитантског студијског албума издатог у августу 1964. 

### Правне битке
Након што је Dixie Cups-ова верзија "Iko Iko" постала хит 1965. године, њих и њихову издавачку кућу тужио је Џејмс Крофорд, који је тврдио да је "Iko Iko" иста као и његова композиција "Jock-a-mo".  Иако су Dixie Cups негирали да су ове две композиције сличне, тужба је резултирала нагодбом 1967. године са Крофордом који није полагао право на ауторство или власништво над „Iko Iko“,  али му је приписано 25% за јавне наступе, као нпр. радио, "Iko Iko" у Сједињеним Државама. Поређење два снимка показује заједничку лирику и мелодију између две песме, иако се аранжмани разликују у темпу, инструментацији и хармонији. Крофордово образложење за нагодбу мотивисано је годинама правних битака без накнаде. На крају је изјавио: "Чак ни не знам да ли заиста добијам своје праведне обавезе. Само мислим да је 50 одсто нечега боље него 100 одсто ничега."

## Верзија The Belle Stars-а

### Позадина
Године 1989., британска група The Belle Stars имала је хит на америчким топ листама са својом обрадом песме "Iko Iko", која је у марту достигла 14. место, након што је уврштена у музику за филм Кишни, са Томом Крузом и Дастином Хофманом у главним улогама.  Њихова песма је у почетној сцени филма.
Првобитно је објављен 1982. као сингл у Великој Британији, где је достигао скромнио 35. место у јуну 1982.  Песму је продуцирао Брајан Тенч, а такође је представљена на истоименом деби албуму бенда, који је достигао 15. место. 

## Верзија Џастина Велингтона

### Позадина
Певач са Папуе Нове Гвинеје Џастин Велингтон снимио је своју верзију песме 2017. године, са групом Small Jam са Соломонских острва. То није била строга насловница, већ адаптација. Песму је објављена 3. јуна 2019. и почела је да добија на популарности 2021. године након што је постала вирална на друштвеној мрежи ТикТок.  Ова верзија прави различите измене у текстовима неких стихова, и има своје оригиналне музичке делове, али задржава рефрен истим. Касније је додат уз ТикТок плес у видео игрицу Fortnite Battle Royale. Песма се показала веома успешном на високом међународном ранг листи у многим земљама.

## Интерпетације

### Преводи
Лингвисти и историчари су предложили различита порекла за бесмислени хор, сугеришући да речи можда потичу из мешавине култура.

#### Креолски језик
Превод са креолског језика који се говори у Луизијани
| Ena! Ena! Akout, akout, an déyè Chaque amour fi nou wa na né Chaque amour fi na né | Хеј сад! Хеј сад! Слушај, слушај позади Сва наша љубав учинила је да се наш краљ роди Сва наша љубав је то учинила. |
|                                                                                    | |

#### Из мобилијанског жаргона
Лингвиста Џефри Д. Кимбал изводи стихове песме делимично из мобилијанског жаргона, изумрлог трговачког језика које су некада користили Индијанци, црнци, европски досељеници и њихови потомци у региону заливске обале.  У мобилијанском жаргону, čokəma fehna је била уобичајена фраза, која значи „веома добро“.Још један могући превод треће и четврте строфе
| Chokma finha an dan déyè Chokma finha ane. | It's very good at the rear It's a very good year. |
|                                            |                                                   |

Речи chokma ('добро је') и finha ('веома'), креолски an dan déyè са француског креолског an dans déyè ('позади'), и креолски ane од француског année ('година').